# Армани, Нора
Нора Армани (настоящая фамилия Эксерджян, фр. Nora Armani; род. 31 августа 1956, Эль-Гиза) — французская и армянская актриса театра и кино, режиссёр, сценарист. Лауреат театральной премии Drama-Logue, а также премии Ереванского театрального фестиваля. Победительница Сюникского кинофестиваля в номинации «лучшая женская роль». Почётный член Национального театра Армении.

## Биография
Нора Эксерджян родилась 31 августа 1956 году в египетском городе Эль-Гиза, в патриархальной армянской семье. Часто посещая спектакли, с раннего детства мечтала о сцене. Повзрослев, отправилась на учёбу в Англию. Со временем взяла псевдоним Армани, который происходил от имени её матери — Арминэ. Начала участвовать в театральных постановках и сниматься в фильмах. Имеет степень магистра Лондонского института экономии и степень бакалавра Американского университета Каира. Снимается у армянских, французских, американских и египетских режиссёров. Имея ряд профессиональных театральных и кино наград, является почетным членом Национального театра Армении. Многие роли актрисы были получили высокие отзывы прессы и критиков. Одна из самых значимых её работ — моноспектакль «On The Couch With Nora Armani», в котором Нора Армани говорит о истории своей семьи, пережившей геноцид. Пишет сценарии и выступает в качестве продюсера. Так находясь в Ереване, сообщила, что намерена написать книгу, рассказывающую о жизни её предков, спасшихся во время Геноцида армян.

## Роли в кино
- 2007 — Дядюшка Пи (США)
- 2005 — Сосед, соседка
- 2000 — Сердце в труде
- 2000 — Echek
- 1995 — Анна Терьян
- 1994 — Последняя станция (Франция, Армения).
- 1994 — Лабиринт (Армения, Франция, Чехия).
- 1991 — Срок-семь дней

## Роли в театре
- On The Couch With Nora Armani
- Армянские документы или без права на возврат
- Папа, ты сумасшедший

## Сценарист
- 1994 — Последняя станция (Франция, Армения).

## Награды
- Премия Drama-Logue[англ.] — «лучший актёр»[3]
- Ервеванский театральный фестиваль — «лучший театральный актёр»[3]
- Сюникский кинофестиваль — «лучшая женская роль» (за фильм Лабиринт)[3]

## Семья
Муж — Аред Спенджян